# Aloinopsis

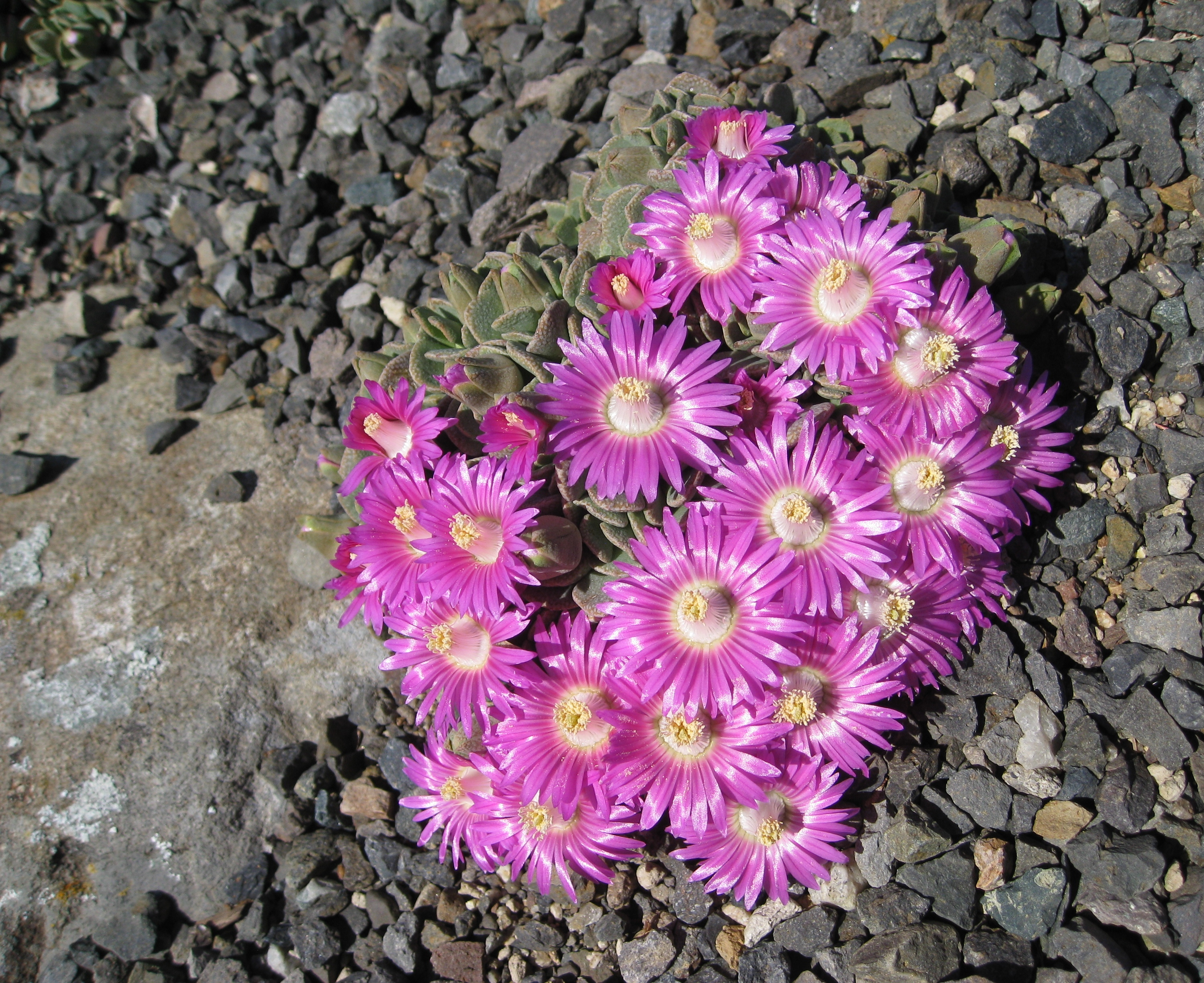
Aloinopsis spathulata

Aloinopsis ist eine Pflanzengattung aus der Familie der Mittagsblumengewächse (Aizoaceae). Der botanische Name der Gattung leitet sich vom Namen der Gattung Aloe und dem griechischen Substantiv „ὅψις“ (opsis) für Aussehen ab. Er verweist auf die aloeähnliche Form der Blätter einiger ursprünglich zur Gattung gehörender Arten, die heute in die Gattung Nananthus eingeordnet sind.

## Beschreibung
Die Pflanzen der Gattung Aloinopsis wachsen kompakt. Ihre Wurzeln sind unregelmäßig verdickt und entweder fleischig oder rübenförmig. Sie besitzen in der Ruhephase zwei bis drei Blattpaare, die rosettenförmig angeordnet sind. Die Oberfläche der ei- bis löffelförmigen Laubblätter ist, aufgrund erhabener Punkte oder Warzen, rau.
Es sind anscheinend keine Hochblätter vorhanden, da sie  fast genauso lang wie die Blätter sind. Die Blüten sind zwittrig. Es sind fünf bis sechs Kelchblätter vorhanden. Ihre gelben, lachs-, pfirsich-, rosa- oder cremefarbenen Kronblätter können längs gestreift sein oder ändern ihre Farbe von der Basis bis zur Spitze. Die Staubblätter bilden einen breiten Kegel der die Narben einhüllt. Die acht- bis zwölffächrigen Kapselfrüchte ähneln denen der Gattung Titanopsis.

## Systematik und Verbreitung
Die Gattung Aloinopsis ist in Südafrika in Teilen der Provinz Westkap, im Süden der Provinz Nordkap und im Westen der Provinz Westkap verbreitet. Die Pflanzen wachsen meist auf Schiefer. Der Niederschlag fällt hauptsächlich in den Monaten März und November.
Die Erstbeschreibung wurde 1926 von Gustav Schwantes veröffentlicht. Der Holotypus ist Aloinopsis rosulata. Nach Heidrun Hartmann umfasst die Gattung Aloinopsis folgende Arten:
- Aloinopsis acuta L.Bolus
- Aloinopsis loganii L.Bolus
- Aloinopsis luckhoffii (L.Bolus) L.Bolus
- Aloinopsis malherbei (L.Bolus) L.Bolus
- Aloinopsis rosulata (Kensit) Schwantes
- Aloinopsis rubrolineata (N.E.Br.) Schwantes
- Aloinopsis schooneesii L.Bolus
- Aloinopsis spathulata (Thunb.) L.Bolus

Im weiteren Sinn wurden in die Gattung Aloinopsis die Gattungen Prepodesma und Deilanthe einbezogen.

## Nachweise